# Parakneria
Parakneria ist eine Gattung kleiner Süßwasserfische, die in Afrika südlich des Äquators vorkommen (Ausnahme P. cameronensis im Dja-Fluss (Südkamerun)). Verbreitungsschwerpunkt sind das Kongobecken, Katanga und Angola. Die Gattung wurde durch den belgischen Ichthyologen Max Poll von Kneria abgespalten und vereint ehemalige Kneria-Arten, deren Männchen das Occipitalorgan fehlt.

## Merkmale
Die Fische sind langgestreckt und spindelförmig, werden 6 bis 15 cm lang und sind im Allgemeinen noch schlanker als die Kneria-Arten. Ihr Bauch ist flacher, und ihr Rückenflossenansatz liegt vor dem Bauchflossenansatz; bei Kneria liegt er darüber oder dahinter. Parakneria-Arten besitzen eine gerade Seitenlinie, während sie bei Kneria hinter den Bauchflossen unterhalb der Seitenmittellinie verläuft. Rücken- und Afterflosse sind kurz, die Schwanzflosse gegabelt. Eine Aussackung des oberen Kiemenraums, das Suprabranchialorgan, ermöglicht es den Fischen, atmosphärischen Sauerstoff zu atmen. Parakneria-Arten sind unscheinbar in verschiedenen Brauntönen gefärbt.

## Lebensweise
Die Lebensweise der Parakneria-Arten ist noch weitgehend unbekannt. Sie sind strömungsliebend (rheophil) und kommen, oft zusammen mit Welsen der Gattung Chiloglanis, vor allem in schnell fließenden Flüssen und Stromschnellen vor, wo sie sich zwischen Steinen und Geröll aufhalten. Bei der Nahrungssuche bewegen sie sich über den Bodengrund, halten sich mit den tief angesetzten Brust- und Bauchflossen fest, um nicht fortgespült zu werden, und fressen Aufwuchs (Algen) und Detritus. Ihre Fortpflanzung ist zum größten Teil unbekannt. Möglicherweise unternehmen sie Laichwanderungen flussaufwärts, um dort in der Regenzeit ihre Eier zu legen. Exemplare von P. tanzaniae, die in der Regenzeit im Juli im östlichen Tansania gefangen wurden, wiesen starke Hautleisten auf, die sich an beiden Kopfseiten vom Maul bis zu den Brustflossen erstreckten. Sie könnten dazu dienen, das die Fische von der in der Regenzeit stärkeren Strömung an den Untergrund gepresst werden, um nicht abzutreiben.

## Arten und Vorkommen
Es gibt 14 Arten, die nur schwer voneinander abzugrenzen sind. Bei einigen Arten überlappen die für eine genaue Bestimmung wichtigen Merkmale und möglicherweise wurden zu viele Arten beschrieben. 
- Parakneria abbreviata (Pellegrin, 1931); Kouilou
- Parakneria cameronensis (Boulenger, 1909); Dja (Südkamerun)
- Parakneria damasi Poll, 1965; oberer Lualaba
- Parakneria fortuita M. J. Penrith, 1973; Cutato  (Südangola)
- Parakneria kissi Poll, 1969; Lualaba
- Parakneria ladigesi Poll, 1967; Kwango
- Parakneria lufirae Poll, 1965; Lufira
- Parakneria malaissei Poll, 1969; Luapula
- Parakneria marmorata (Norman, 1923), Cuanza
- Parakneria mossambica Jubb & Bell-Cross, 1974; Pungwe
- Parakneria spekii (Günther, 1868); Ruvu & Wami (Tansania)
- Parakneria tanzaniae Poll, 1984; oberer Ruaha (Tansania)
- Parakneria thysi Poll, 1965; Lualaba
- Parakneria vilhenae Poll, 1965; Kasai